# Domus (A Coruña)
Domus (znane również jako Dom Człowieka, Case del Hombre) – muzeum naukowe znajdujące się przy nadmorskiej promenadzie w A Coruñi (Galicja, Hiszpania). Jest to pierwsze interaktywne muzeum poświęcone człowiekowi w sposób kompleksowy i monograficzny. Zostało otwarte 7 kwietnia 1995 roku za kadencji burmistrza Francisco Vázqueza i jest częścią miejskiej instytucji Museos Científicos Coruñeses, do której należą również Casa de las Ciencias oraz Aquarium Finisterrae.

## Historia
Pomysłodawcą stworzenia muzeum był Ramón Núñez Centella, który kierował nim od jego powstania  do 2008 roku. Jego celem jest zapewnienie zwiedzającym rozrywki, pobudzenie ich ciekawości oraz skłonienie do refleksji nad cechami gatunku ludzkiego poprzez interaktywność i interdyscyplinarność. Hasłem muzeum jest „Poznaj samego siebie” (Conócete a ti mismo), cytat, który widniał na świątyni Apollina w Delfach i który Platon przypisywał Siedmiu Mędrcom Grecji.
Budynek został zaprojektowany przez japońskiego architekta Aratę Isozakiego we współpracy z Hiszpanem Césarem Portelą. Charakteryzuje się granitowymi murami, ścianami oraz schodami. Fasada zwrócona ku promenadzie morskiej ma zakrzywiony kształt, przypominający żagiel napinany przez wiatr. Jej powierzchnię pokrywa 6 600 elementów z łupka pochodzącego z kamieniołomów w Galicji, w prowincjach Lugo i Ourense, które zostały zamocowane przy użyciu niemal 160 000 ręcznie dokręcanych śrub. Ekspozycja budynku na częste sztormy nawiedzające miasto każdej zimy spowodowała, że w 2022 roku doszło do oderwania niektórych elementów fasady. Aby dopasować budynek do skalistego terenu, na którym go wzniesiono, konieczne było wykucie ponad 30 000 ton kamienia.
Muzeum dysponuje przestrzenią wystawienniczą o powierzchni 1 500 m², obejmującą prawie 200 interaktywnych modułów, które wymagają obsługi przez zwiedzających w celu zrozumienia treści. Wystawa stała obejmuje następujące sekcje:
- Ja (tożsamość)
- Genetyka
- Ewolucja człowieka
- Pejzaże (metody eksploracji ciała i mikroskopowe obrazy tkanek oraz komórek)
- Rozród i rozwój embrionalny
- Zmysły
- Serce i układ krążenia
- Jedzenie jako warunek życia (odżywianie, zmysły smaku i węchu)
- Układ ruchowy
- Stopa

Jednym z modułów jest film przedstawiający poród, który został zaktualizowany w 2022 roku.
Na ekspozycje czasowe przeznaczona jest sala im. Severy Ochoy o powierzchni 300 m².
W muzeum znajduje się również sala kinowa. W sali im. Leonarda da Vinci wyświetlane są filmy w wielkim formacie (70 mm/8 perforacji) na ekranie o powierzchni 80 m². System projekcyjny wykorzystuje 7 000 watów światła oraz 17 głośników o łącznej mocy 4 000 watów, zapewniając dźwięk cyfrowej jakości. W tej sali prezentowane są filmy IMAX oraz 3D, a także odbywają się wykłady popularnonaukowe.

## Pomnik upamiętniający Królewską Filantropijną Ekspedycję Szczepionkową
W 2003 roku odsłonięto pomnik upamiętniający Królewską Filantropijną Ekspedycję Szczepionkową, naukową wyprawę, która na początku XIX wieku dostarczyła szczepionkę przeciw ospie do Ameryki. Pomnik znajduje się na tarasie muzeum.